# Distrito de Chongoyape
El Distrito de Chongoyape es uno de los veinte distritos de la provincia de Chiclayo, ubicada en el Departamento de Lambayeque, bajo la administración del Gobierno Regional de Lambayeque, en el Perú. Muy cerca está ubicado también el reservorio de Tinajones y la Central Hidroeléctrica de Carhuaquero. 
Desde el punto de vista jerárquico de la Iglesia católica, forma parte de la diócesis de Chiclayo.

## Historia
El distrito fue creado mediante Decreto s/n del 30 de julio de 1840, en el gobierno del Presidente Agustín Gamarra.
La capital del distrito es la ciudad de Chongoyape, ubicada a 248 m.s.n.m y a 60 km al este de la ciudad de Chiclayo. Fue fundada el 17 de junio de 1825, sobre los terrenos donados por el hacendado Pedro José de las Muñecas, con el nombre de Santa Catalina de Chongoyape,  en honor a la esposa del donante, Catalina Agüero. En gratitud, los chongoyapanos se comprometieron a mandar oficiar 2 misas al mes y a dar limosnas por la salud de los donantes, según acta sentada y otros documentos

## Geografía
Abarca una superficie de 712 km².

## Demografía

### Centros poblados

#### Urbanos
- Chongoyape (8 013 hab.)[2]
- Pampagrande (3 063 hab.)
- Cuculi (1 435 hab.)

#### Rurales
- Huaca Blanca (897 hab.)
- Zapotal-Tinajones (849 hab.)
- Juana Ríos (766 hab.)
- Piedra Parada (690 hab.)
- Las Colmenas (329 hab.)
- Paredones (326 hab.)
- Tablazos (245 hab.)
- El Cuello (226 hab.)
- Mirador (216 hab.)
- Jacobita (207 hab.)
- Boca de Tigre (140 hab.)
- Pampa de Tablazos (123 hab.)
- Wadington Alto (116 hab.)

#### Caseríos
- Overrazal (98 hab.)
- Campo Nuevo (92 hab.)
- Wadington Bajo (81 hab.)
- Cerrillo (77 hab.)
- Los Algarrobos (77 hab.)
- Urb. El Niño (75 hab.)
- San Martín (68 hab.)
- Mal Paso (56 hab.)
- Los Libertadores (55 hab.)
- Garraspiña (50 hab.)

## Reserva Privada de Chaparri
En esta reserva se mantiene en cautiverio a la Pava Aliblanca y al Oso de Anteojos, animales que se encuentran en vías de extinción, pero que gracias al apoyo de la comunidad campesina de Chongoyape y la empresa privada se está llevando adelante este proyecto con muy buenos resultados.

## Autoridades

### Municipales
- 2019 - 2022[3]
  - Alcalde: Juan Antonio Herrera Murillos, del Alianza para el Progreso.
  - Regidores:

  1. Carlos Adriano Bonilla Roalcaba (Alianza para el Progreso)
  2. Giannina Lisset Maldonado Galindo (Alianza para el Progreso)
  3. Fabián Zuloeta Calderón (Alianza para el Progreso)
  4. Luz Gloria Alili Vallejos Bravo  (Alianza para el Progreso)
  5. José Santos Inga Valle (Siempre Unidos)

Alcaldes anteriores
- 2015-2018:[4] Agustín Lozano Saavedra, , del Partido Alianza para el Progreso (APP).
- 2011-2014: Agustín Lozano Saavedra, , del Partido Alianza para el Progreso (APP).[5]
- 2007-2010: Fernando Eamon Valera Abanto.

### Policiales
- Comisaría 
  - Comisarioː Mayor PNP.[6]

## Atractivos turísticos
Chongoyape es la cuna del famoso yaraví "La Chongoyapana" compuesta por el profesor y poeta Arturo Schutt y Saco, asombrado de la belleza de la joven Zoraida Leguía, quien era nieta del expresidente Augusto B. Leguía. Esto sucedió en el año 1902.
- La Chongoyapana.

Hace algún tiempo que te enamoro,
Chongoyapana;
pero mi llanto, ni mis suspiros
tu pecho ablandan.
Como las piedras del racarumi
es dura tu alma
para este pobre que te ha venido
siguiendo, ingrata...
Sé que tus ojos abrasadores
miran con ansias.
al venturoso que te desdeña
y a quien tu amas.
Pero ¡no importa! Yo también tengo
quien me idolatre,
quien por mi pena, por mi suspira
y aun vierte lágrimas...
Tiene ojos verdes, cabellos rubios
y tez de nácar.
Y sus sonrisas son las canciones
de la esperanza.
Con que así mira no me desdeñes,
niña simpática;
porque aburrido tal vez me ahorque
de tu ventana.
Y entonces el vulgo diría al verte,
cuando pasares;
Ahí va la niña de faz de cielo
cuyo amor mata de Víctor Lozano.

### Gastronomía
Quien visita Chongoyape suele saborear el bizcochuelo chogoyape.
Si Ferreñafe destaca por su causa, Lambayeque por su King Kong, Chongoyape es famoso por sus biscochuelos. Este manjar se prepara actualmente con los mismos métodos de antaño y siempre por la familia Valera (herederos del gran Eufemio Valera). El Plato en gastronomía es el shurumbo, una sopa hecha con plátano verde, yuca, menestras y caperuza de chancho siendo tradicional en Chongoyape.